# تامبوريللو

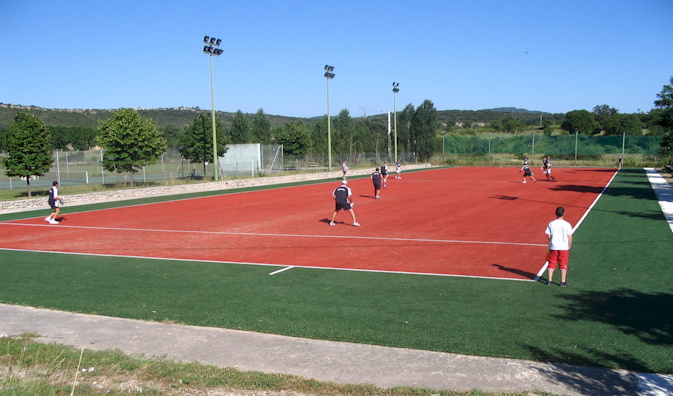
لعبة تامبوريللو.

تامبوريللو (تسمى أيضاً بيدمونت تامباس) هي لعبة طاولة اخترعت في المحافظات الشمالية من إيطاليا خلال القرن السادس عشر. و هي تعديل للعبة القديمة بولوني كول براكتشياي. في أيامنا توجد أشكال مختلفة من تومبوريللو في العديد من الدول في العالم.